# 杜敬谦
杜敬谦（英語：Kenneth King-him To，1992年7月7日—2019年3月18日）是香港男性游泳运动员，主攻混合泳，曾為19項香港記錄保持者。

## 簡歷
杜敬谦生于香港，两岁时随家人移居澳大利亚，五岁时在他家的泳池开始练习游泳。他原本害怕水，但经过一段时间训练便令其成绩顯著進步。他移居澳洲後入讀Trinity Grammar School，2009年起修讀悉尼科技大學工商管理學士課程，此后更代表澳大利亚参加多场国际赛事，在2010年新加坡青年奧運會上，年僅18歲的他已展現出驚人的潛質，在該項賽事中獨得1金3銀2銅的成績。2012年他在短池世界盃共掃走八金，總成績排名男子泳手第一，捧走最高積分獎。在年末的伊斯坦布爾世界短池游泳錦標賽中，他奪得男子100米個人混合泳銀牌。2013年杜敬谦在巴塞隆拿世界長池游泳錦標賽則奪男子4×100米混合泳銀牌，2014年英聯邦運動會亦獨攬1金1銀，成績斐然。
2014年杜敬谦因備戰里約奧運，不慎弄傷腰椎盤第四、五節間的位置。傷後杜敬谦一直未能完全回復，因而在2016年澳大利亚奥运游泳选拔赛落選，加上女朋友在香港，杜敬谦开始有意回流
2017年6月杜敬謙正式获得代表香港参赛的资格，隨即在游泳世界盃打破多項香港記錄，並在台北世大運200米混合泳得第八，成為第一位香港男泳手闖入世大運決賽。而同年8月杜敬謙則參加全運會，夥拍浙江隊的孫楊、汪順及徐嘉余組成聯隊，勇奪4×100米自由泳接力銀牌，成為香港首位在該項比賽中獲獎的游泳運動員。全運會後杜敬谦繼續在多站游泳世界盃刷新多項港績，掃走不少獎牌。 總結全年，杜敬謙在14個項目27次刷新港績，兩者皆為前無古人的壯舉，這也令他一躍為獨佔最多香港紀錄的泳手。
2018年8月杜敬謙出戰雅加達亞運會，在50米自由泳初賽游出22秒38，寫下第14項香港紀錄，決賽以第5名觸池，為自郭建明98年亞運在400米自由泳奪銅以來，在個人項目成績最好的男泳手。隨後他先與劉紹宇、林昭光、黃竟豪破4×100米混合泳接力紀錄，再在4×100米男女子混合泳接力兩破香港紀錄，決賽與歐鎧淳、鄭莉梅及林昭光推前港績逾6秒得第4。12月在杭州短池游泳世錦賽，杜敬謙再創歷史，於男子100米個人四式準決賽游出52秒33，以第8名晉身決賽，成為歷史上首位殺入世錦賽單項決賽的男港將。決賽杜敬謙造出破香港紀錄的51秒88，以第6名完成。這是他第37次破港績，亦是最後一次。
2019年3月18日（美國時間，即香港時間3月19日早上），杜敬谦於美國佛羅里達州訓練期間暈倒，送院後不治，終年26歲。
2019年3月26日，港協暨奧委會會長霍震霆在《2018年香港傑出運動員選舉頒獎禮》上，特別致辭感激杜敬謙為港隊貢獻良多，表示體壇永遠懷念和特意向他追頒嘉許獎，並由港隊總教練陳劍虹代表接受。時任香港特首林鄭月娥亦於主禮致辭時向他致意，表示對其英年早逝感到沉痛惋惜，又同樣稱香港市民將永遠懷念他。4月6日在香港體育學院舉行追思會，在場逾百位親友，向猝逝的一代名將最後告別。2020年3月，杜敬謙在澳洲跟隨訓練的新南威爾斯州泳隊趁其逝世一周年，發布頒發以他命名、去年新增設的州際錦標賽最佳隊員獎的短片，紀念他傳奇的一生。

## 游泳記錄
杜敬謙是14項香港記錄保持者 (曾保持19項），並且共刷新記錄37次。 
| No.            | 種類     | 項目                                                                 | 時間     | 比賽日期       |
| 香港紀錄       | 香港紀錄 | 香港紀錄                                                             | 香港紀錄 | 香港紀錄       |
| -------------- | -------- | -------------------------------------------------------------------- | -------- | -------------- |
| 1              | 短池     | 100米自由泳                                                          | 47.15    | 2017年11月14日 |
| 2              | 短池     | 200米自由泳                                                          | 1:45.36  | 2017年6月10日  |
| 3              | 長池     | 50米蛙泳                                                             | 28.23    | 2017年11月4日  |
| 4              | 短池     | 50米蛙泳                                                             | 26.89    | 2018年3月11日  |
| 5              | 長池     | 100米蛙泳                                                            | 1:01.91  | 2018年2月11日  |
| 6              | 短池     | 100米蛙泳                                                            | 57.82    | 2018年3月10日  |
| 7              | 短池     | 50米蝶泳                                                             | 22.90    | 2017年11月11日 |
| 8              | 短池     | 100米個人四式                                                        | 51.88    | 2018年12月14日 |
| 9              | 長池     | 200米個人四式                                                        | 2:01.37  | 2017年8月21日  |
| 10             | 短池     | 200米個人四式                                                        | 1:54.83  | 2017年10月1日  |
| 11             | 短池     | 400米個人四式                                                        | 4:18.92  | 2018年11月17日 |
| 12             | 長池     | 4×100米混合泳接力 （香港隊－劉紹宇、杜敬謙、林昭光、黃竟豪）         | 3:44.16  | 2018年8月24日  |
| 13             | 長池     | 男女混合4×100米混合泳接力 （香港隊－歐鎧淳、杜敬謙、林昭光、鄭莉梅） | 3:50.22  | 2018年8月22日  |
| 14             | 短池     | 男女混合4×50米混合泳接力 （香港隊－歐鎧淳、杜敬謙、施幸余、張健達）  | 1:42.42  | 2017年9月30日  |
| 曾保持香港紀錄 |          |                                                                      |          |                |
| 1              | 短池     | 50米自由泳                                                           | 21.38    | 2017年11月19日 |
| 2              | 短池     | 100米蝶泳                                                            | 51.73    | 2017年11月10日 |
| 3              | 短池     | 男女混合4×50米自由泳接力 （香港隊－杜敬謙、張健達、歐鎧淳、施幸余）  | 1:32.79  | 2017年10月1日  |
| 4              | 長池     | 50米自由泳                                                           | 22.38    | 2018年8月21日  |
| 5              | 長池     | 100米自由泳                                                          | 49.22    | 2018年4月14日  |

杜敬謙曾經4次刷新2項澳洲記錄，現保持2項大洋洲紀錄兼澳洲記錄。：
| No. | 種類 | 項目          | 時間    | 比賽日期       |
| --- | ---- | ------------- | ------- | -------------- |
| 1   | 短池 | 100米個人四式 | 51.19   | 2013年10月20日 |
| 2   | 短池 | 200米個人四式 | 1:52.01 | 2013年8月11日  |

## 其他榮譽
- 2012年：美國公開游泳錦標賽（US Open Championships） - 最佳男泳員獎（Male Swimmer of the Meet）
- 2012年：世界盃游泳賽（WorldCup Swimming Championships） - 最高積分獎（Overall Pointscore Champion）
- 2016年：短池分齡游泳賽 - 最佳男泳員獎
- 2016年：短池分齡游泳賽 - 最高積分獎
- 2017年：體育節計時賽 - 最佳男泳員獎
- 2017年：長池分齡游泳賽 - 最佳男泳員獎
- 2017年：長池分齡游泳賽 - 最高積分獎
- 2017年：短池分齡游泳賽 - 最佳男泳員獎
- 2017年：短池分齡游泳賽 - 最高積分獎
- 2017年：香港游泳教練會 - 最佳男泳員獎
- 2019年：2019港協暨奧委會會長嘉許獎